# Cycas

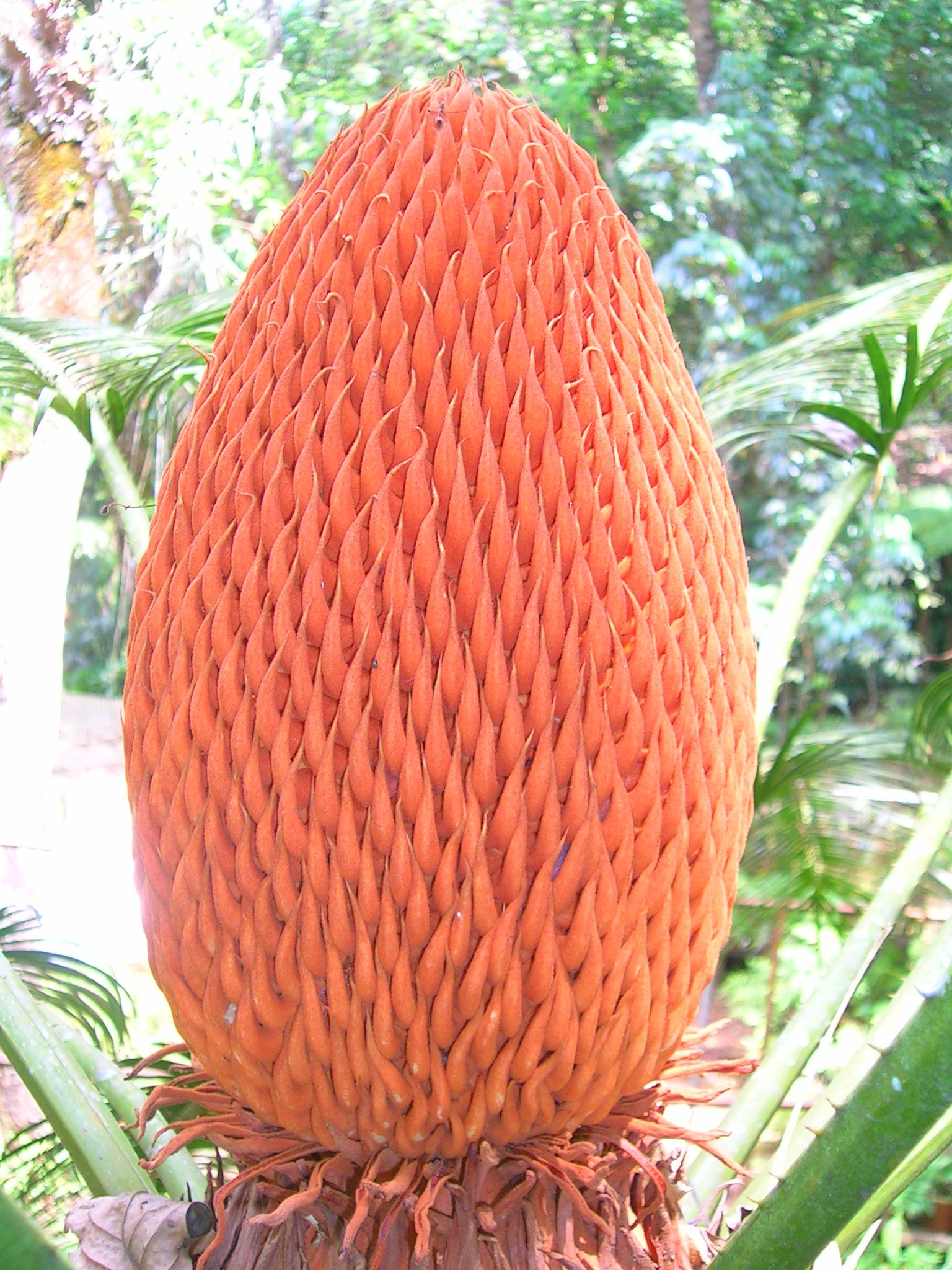
Hankotte hos Cycas circinalis

Cycas är ett släkte bland kottepalmer och det enda släktet i familjen Cycasväxter (Cycadaceae). Släktet utgörs av 95 arter, se lista nedan. Hit räknas bland annat den japanska kottepalmen eller sagopalmen (Cycas revoluta). Liksom andra kottepalmer är det inte en äkta palm. Kottepalmer är starkt giftiga och kan döda husdjur och små barn samt senila äldre som äter av den. Dödligheten är 50-75% bland försöksdjur.[källa behövs] Alla Cycas är dioika och har skilda han- och honträd. Till skillnad från andra kottepalmer sitter makrosporofyllen (bladen med honorganen) inte samlade i kottar utan som en krans av små fertila blad runt stammen. Mikrosporofyllen (bladen med hanorgan) är däremot samlade i kottar. Plantorna växer långsamt och är tio år gamla innan de är könsmogna.
Stammen är oftast kort och tjock, täckt av kvarsittande bladskaft som gör att barken bara är synlig på de äldsta delarna. Äldre blad förlorar sitt klorofyll och blir gula då växten samlar kraft att skicka upp nya blad. Det är viktigt att kottepalmer står ljust när de skickar upp nya blad, då bladen annars blir långt och rangligt. Bladen måste ges fritt spelrum, och får inte stöta emot något. Gör de det stelnar de och vägrar räta ut sig om de stött emot t.ex. ett fönster. Några arter har underjordisk stam med en bladrosett som kommer upp ur marken. Bladen är parbladigt sammansatta (ibland upprepat parbladiga) och stora. De är hårda, läderartade och städsegröna.
Cycas är ett mycket gammalt släkte och ses som ett "levande fossil". De äldsta kända fossilen av vad som tros vara Cycas är från kenozoikum och från familjen Cycadaceae så tidigt som mesozoikum. Fylogenetiska studier visar att familjen Cycadaceae är systergrupp till alla de andra ny levande kottepalmerna.

## Utbredning
Cycas hör hemma i gamla världen och växer på båda sidor om ekvatorn. De finns i östra och sydöstra Asien (på Filippinerna finns tio arter av vilka nio är endemer). Det finns också Cycas i östra Afrika (Madagaskar), norra Australien, Polynesien och Mikronesien. I Australien finns det 26 arter, i ostasien ungefär 30. Cycas revoluta är den nordligast arten och den växer i södra Japan, medan C. megacarpa är den allra sydligaste och den finns i Queensland.

## Etymologi
Namnet Cycas kommer av grekiskans koikas och avser en sorts palm.

## Arter i urval
| Cycas aculeata Cycas angulata Cycas annaikalensis Cycas apoa Cycas arenicola Cycas armstrongii Cycas arnhemica Cycas badensis Cycas balansae Cycas basaltica Cycas beddomei Cycas bifida Cycas bougainvilleana Cycas brachycantha Cycas brunnea Cycas cairnsiana Cycas calcicola Cycas campestris Cycas candida Cycas canalis Cycas chamaoensis Cycas changjiangensis Cycas chevalieri Cycas circinalis Cycas clivicola Cycas collina Cycas condaoensis Cycas conferta Cycas couttsiana Cycas curranii Cycas debaoensis Cycas desolata Cycas diannanensis |  | Cycas dolichophylla Cycas edentata Cycas elephantipes Cycas elongata Cycas falcata Cycas fairylakea Cycas ferruginea Cycas fugax Cycas furfuracea Cycas guizhouensis Cycas hainanensis Cycas hoabinhensis Cycas hongheensis Cycas inermis Cycas javana Cycas lanepoolei Cycas lindstromii Cycas litoralis Cycas maconochiei Cycas macrocarpa Cycas media Cycas megacarpa Cycas micholitzii Cycas micronesica Cycas multipinnata Cycas nathorstii Cycas nongnoochiae Cycas ophiolitica Cycas orientis Cycas pachypoda Cycas panzhihuaensis Cycas papuana |  | Cycas pectinata Cycas petraea Cycas platyphylla Cycas pranburiensis Cycas pruinosa Cycas revoluta Cycas riuminiana Cycas rumphii Miq. Cycas schumanniana Cycas scratchleyana Cycas seemannii A.Braun Cycas segmentifida Cycas semota Cycas sexseminifera Cycas siamensis Cycas silvestris Cycas simplicipinna Cycas spherica Cycas szechuanensis Cycas taitungensis Cycas taiwaniana Cycas tanqingii Cycas tansachana Cycas thouarsii Cycas tropophylla Cycas tuckeri Cycas wadei Cycas xipholepis Cycas yorkiana Cycas yunnanensis Cycas zambalensis Cycas zeylanica |  |